# Lucheng Zhen (köping i Kina)
Lucheng Zhen (kinesiska: 鹿城, 鹿城镇) är en köping i Kina. Den ligger i provinsen Yunnan, i den sydvästra delen av landet, omkring 110 kilometer väster om provinshuvudstaden Kunming. Antalet invånare är 221 252. Befolkningen består av 108 145 kvinnor och 113 107 män. Barn under 15 år utgör 13,0 %, vuxna 15-64 år 79 %, och äldre över 65 år 7,0 %.
Genomsnittlig årsnederbörd är 937 millimeter. Den regnigaste månaden är augusti, med i genomsnitt 189 mm nederbörd, och den torraste är februari, med 10 mm nederbörd.